# Camponotus oetkeri
Camponotus oetkeri är en myrart som beskrevs av Auguste-Henri Forel 1910. Camponotus oetkeri ingår i släktet hästmyror, och familjen myror.

## Underarter
Arten delas in i följande underarter:
- C. o. oetkeri
- C. o. voltai